# Usta Shirin Murodov
Usta Shirin Murodov, né le 18 août 1879 à Boukhara, dans le Khanat de Boukhara et mort le 2 décembre 1957 à Tachkent (RSS d'Ouzbékistan, URSS), est un maître artiste soviétique ouzbek, connu surtout en tant que peintre, artisan potier et folkloriste. 
Il est membre honoraire de l'Académie des sciences de la République socialiste soviétique d'Ouzbékistan (1943) et artiste distingué pour sa contribution à l'art en République socialiste soviétique d'Ouzbékistan (1943). Il reçoit également le prix Staline du premier degré (1948).

## Biographie
Shirin apprend son métier auprès de son père, Maître Murod, et de son grand-père, Maître Nosir,. Il commence à pratiquer l'art dès son plus jeune âge et apprend le savoir-faire de sa famille. En tant qu'artiste indépendant, il participe à la décoration du palais Karmana de l'émir de Boukhara et de la salle blanche du palais d'été Sitorai Mokhi-Khosa, où il se fait connaître,,,,,. Dans ses créations artistiques, Shirin est particulièrement connu pour son savoir-faire en matière de poterie. Il utilise des motifs et des formes traditionnelles de manière nouvelle et innovante, et la technologie ganch qu'il crée sera plus tard utilisée pour la rénovation du palais Romanov. À ses débuts, il utilise la poterie comme toile pour ses œuvres d'art, créant des pièces de poterie étonnantes et complexes.
Usta Shirin décore également de nombreux clubs, bâtiments publics et structures commémoratives avec ses poteries. Il orne divers lieux, notamment le pavillon de la République socialiste soviétique d'Ouzbékistan à l'exposition agricole de l'Union, les pavillons de la République socialiste soviétique du Turkménistan (1938), le cirque de Tachkent, le théâtre Navoï (salle Boukhara), le théâtre Muqimi, le musée littéraire Alicher Navoï et d'autres encore,,,,,. Il a également contribué à la restauration de monuments historiques tels que la partie en ruine du mausolée samanide, la madrasa Mir Arab, les dômes de la madrassa Abdulaziz Khan et les minarets devant la mosquée Magoki-Attori,,.
Usta Shirin meurt le 12 février 1957 et est enterrée au cimetière de Chigatoy à Tachkent,,,.

## Récompenses et distinctions
- Prix Staline du premier degré (1948)[5]
- Artiste honoré de la République socialiste soviétique d'Ouzbékistan (1943)[4],[6],[1],[5]
- Ordre de Lénine[4],[1],[5]
- Ordre du Drapeau rouge du travail et des médailles[5]
- Membre honoraire de l'Académie des sciences de la RSS d'Ouzbékistan (1943)[6],[5]
- Ordre du mérite exceptionnel (2001) - à titre posthume[2],[10],[1],[5],[3]